# رولند هیل
رولند هیل (انگلیسی: Rowland Hill; ۱۱ august ۱۷۷۲ – ۱۰ دسامبر ۱۸۴۲ (۷۰ ساله)) فرمانده نظامی اهل پادشاهی متحد بریتانیای کبیر و ایرلند بود. وی برندهٔ جوایزی همچون نشان حمام شده‌است.